# Бужору (Хунедоара)
Бужору (рум. Bujoru) — село у повіті Хунедоара в Румунії. Входить до складу комуни Добра.
Село розташоване на відстані 316 км на північний захід від Бухареста, 22 км на захід від Деви, 125 км на південний захід від Клуж-Напоки, 108 км на схід від Тімішоари.

## Населення
За даними перепису населення 2002 року у селі проживали 82 особи, усі — румуни. Усі жителі села рідною мовою назвали румунську.